# مسجد ملاحیدر علی
مسجد ملاحیدر علی مربوط به دوره قاجار است و در خمینی شهر، محله فروشان، خیابان شهید منتظری واقع شده و این اثر در تاریخ ۲۴ اسفند ۱۳۸۳ با شمارهٔ ثبت ۱۱۵۷۹ به‌عنوان یکی از آثار ملی ایران به ثبت رسیده است.